# Граф Уэстмит
Граф Уэстмит (англ.  Earl of Westmeath) — наследственный титул в системе Пэрства Ирландии.

## История
Титул был создан в 1621 году для Ричарда Ньюджента, 7-го барона Делвина (1583—1642). В эпоху Тюдоров лояльность рода Ньюджент часто ставилась под вопрос, и отец Ричарда, Кристофер Ньюджент, 6-й барон Делвин, скончался в тюрьме в ожидании суда по обвинению в измене. Сам Ричард Ньюджент в молодости был заподозрен в заговоре и заключен в тюрьму, но позднее стал активным сторонником английской короны, которая щедро вознаградила его за верность.
Джон Ньюджент, 5-й граф Уэстмит (1671—1754), был генерал-майором британской армии. Томас Ньюджент, 6-й граф Уэстмит (1714—1792), в 1758 году стал членом Тайного Совета Ирландии. Его сын от первого брака, Ричард Ньюджент, лорд Делвин (1742—1761), был убит на дуэли в молодости. Лорду Уэстмиту наследовал его второй сын от второй жены, Джордж Фредерик Ньюджент, 7-й граф Уэстмит (1760—1814). Он заседал в Палате лордов Великобритании в качестве одного из 28-ми представительных ирландских пэров. Ему наследовал в 1814 году его сын, Джордж Томас Джон Ньюджент, 8-й граф Уэстмит (1785—1871). В 1822 году для него был создан титул маркиза Уэстмита (пэрство Ирландии). Был трижды женат, его единственный сын от первого брака скончался в возрасте года. В 1871 году после его смерти титул маркиза Уэстмита прервался. Но титулы графа и барона унаследовал его родственник, Энтони Фрэнсис Ньюджент, 9-й граф Уэстмит (1805—1879). 11-й граф Уэстмит заседал в качестве представителя ирландских пэров в Палате лордов Великобритании с 1901 по 1933 год.

## Бароны Девлин (ок. 1389/1486)
- Уильям ФицРичард Ньюджент, 1-й барон Делвин (умер ок. 1414), сын Николаса Ньюджента и внук Ричарда де Ньюджента
- Ричард Ньюджент, 2-й барон Делвин (умер в 1475), сын предыдущего
- Кристофер Ньюджент, 3-й барон Делвин (умер ок. 1483), сын Джеймса Ньюджента (ум. 1458) и внук предыдущего
- Ричард Ньюджент, 4-й барон Делвин (умер 28 февраля 1537), сын предыдущего
- Ричард Ньюджент, 5-й барон Делвин (1523 — 23 ноября 1559), сын сэра Кристофера Ньюджента (ум. 1531) и внук предыдущего
- Кристофер Ньюджент, 6-й барон Делвин (1544 — 26 августа 1602), сын предыдущего
- Ричард Ньюджент, 7-й барон Делвин (1583—1642), старший сын предыдущего, граф Уэстмит с 1621 года

## Графы Уэстмит (1621)
- 1621—1642: Ричард Ньюджент, 1-й граф Уэстмит (1583—1642), старший сын 6-го барона Делвина.
- 1642—1684: Ричард Ньюджент, 2-й граф Уэстмит (1621/1623 — 25 февраля 1684), сын Кристофера Ньюджента, лорда Делвина (1604—1625)[1] и внук предыдущего.
- 1684—1714: Ричард Ньюджент, 3-й граф Уэстмит (ум. апрель 1714), старший сын Кристофера Ньюджента, лорда Делвина (ум. до 1680)[2], и внук предыдущего; монах-капуцин[3].
- 1714—1752: Томас Ньюджент, 4-й граф Уэстмит (1669 — 30 июня 1752), второй сын Кристофера Ньюджента, лорда Делвина (ум. до 1680), внук 2-го графа; младший брат предыдущего.
- 1752—1754: Джон Ньюджент, 5-й граф Уэстмит (1671 — 3 июля 1754), третий (младший) сын Кристофера Ньюджента, лорда Делвина (ум. до 1680), и внук 2-го графа; младший брат предыдущеих.
- 1754—1792: Томас Ньюджент, 6-й граф Уэстмит (18 апреля 1714 — 7 сентября 1792), сын предыдущего.
- 1792—1814: Фредерик Ньюджент, 7-й граф Уэстмит (18 ноября 1760 — 30 декабря 1814), второй сын 6-го графа от второго брака.
- 1814—1871: Джордж Томас Джон Ньюджент, 8-й граф Уэстмит (17 июля 1785 — 5 мая 1871), единственный сын предыдущего от первого брака; маркиз Уэстмит с 1822 года.

## Maркизы Уэстмит (1822)
- 1822—1871: Джордж Томас Джон Ньюджент, 1-й маркиз Уэстмит (17 июля 1785 — 5 мая 1871), единственный сын 7-го графа Уэстмита от первого брака.

## Графы Уэстмит (1621)
- 1871—1879: Энтони Фрэнсис Ньюджент, 9-й граф Уэстмит (1 ноября 1805 — 12 мая 1879), старший сын Уильяма Томаса Ньюджента (1773—1851)[4] и праправнук Томаса Ньюджента, 1-го барона Ньюджента из Риверстона (ум. 1715)[5], сына 2-го графа Уэстмита; пятиюродный брат предыдущего.
- 1879—1883: Уильям Сент-Джордж Ньюджент, 10-й граф Уэстмит (28 ноября 1832 — 31 мая 1883), старший сын предыдущего.
- 1883—1933: Энтони Фрэнсис Ньюджент, 11-й граф Уэстмит (11 января 1870 — 12 декабря 1933), старший сын предыдущего.
- 1933—1971: Гилберт Чарльз Ньюджент, 12-й граф Уэстмит (9 мая 1880 — 20 ноября 1971), младший (третий) сын 10-го графа Уэстмита.
- 1971 — настоящее время: Уильям Энтони Ньюджент, 13-й граф Уэстмит (род. 21 ноября 1928), единственный сын предыдущего[6].
  - Наследник: Шон Чарльз Уэстон Ньюджент, Лорд Делвин (род. 16 февраля 1965), старший сын предыдущего.
    - Наследник наследника: Патрик Леонард Марк Ньюджент (род. 6 апреля 1966), младший брат предыдущего.